# پارتانا
پارتانا (به ایتالیایی: Partanna) یک کومونه در ایتالیا است که در استان تراپانی واقع شده‌است.

## خصوصیات
پارتانا ۸۲ کیلومترمربع مساحت و ۱۱٬۴۲۷ نفر جمعیت دارد و ۴۱۴ متر بالاتر از سطح دریا واقع شده‌است.

## نگارخانه

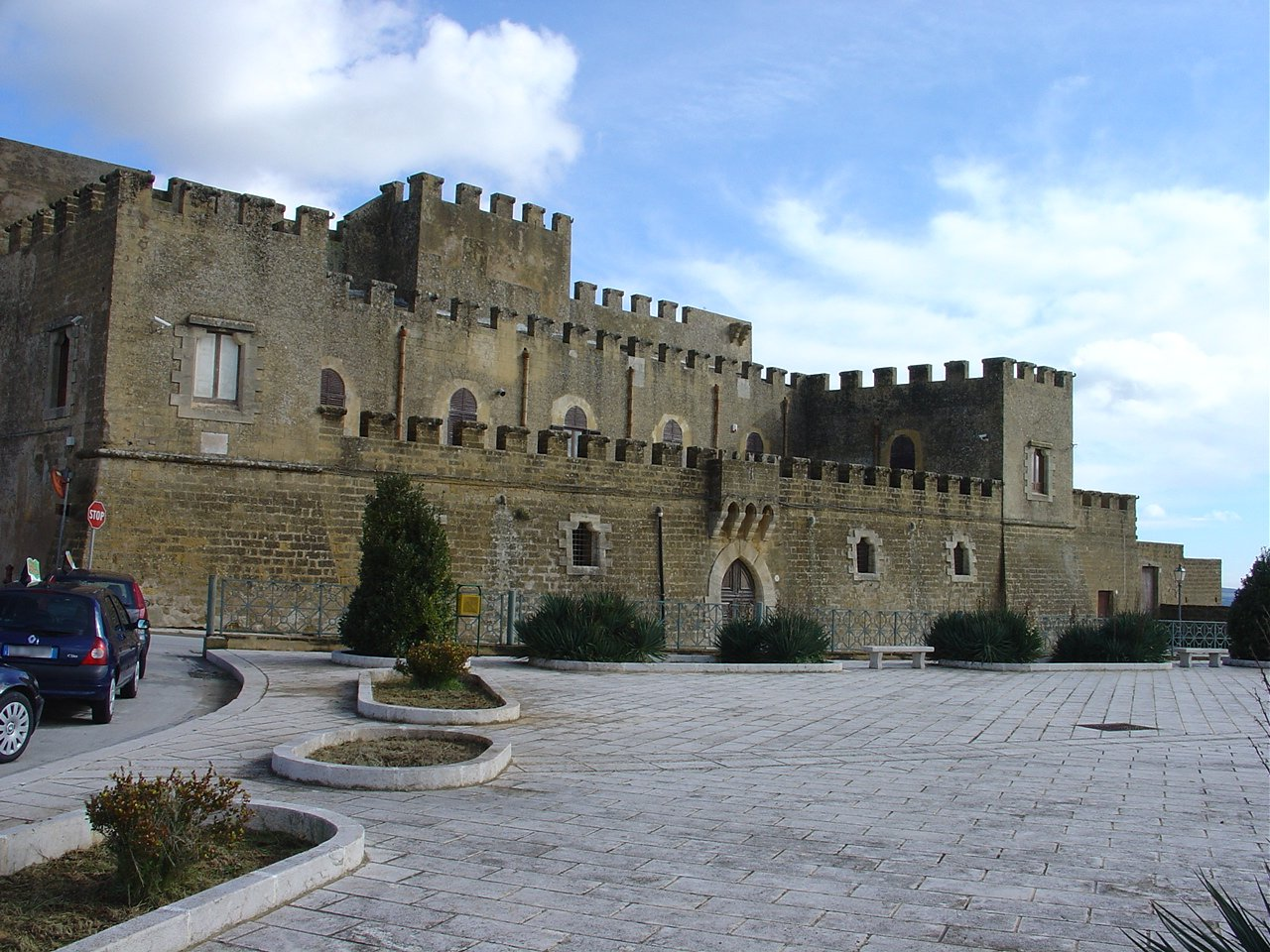
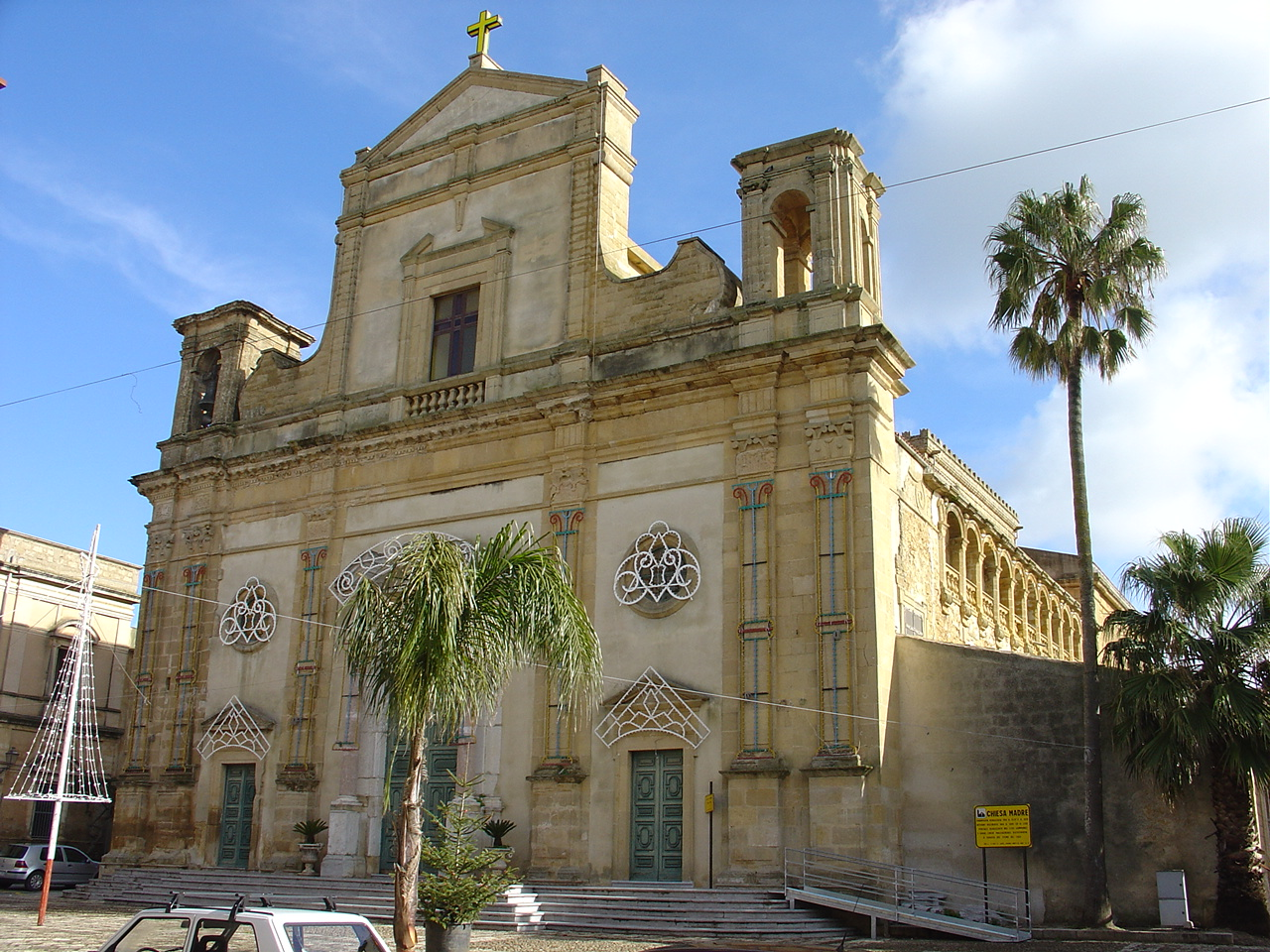
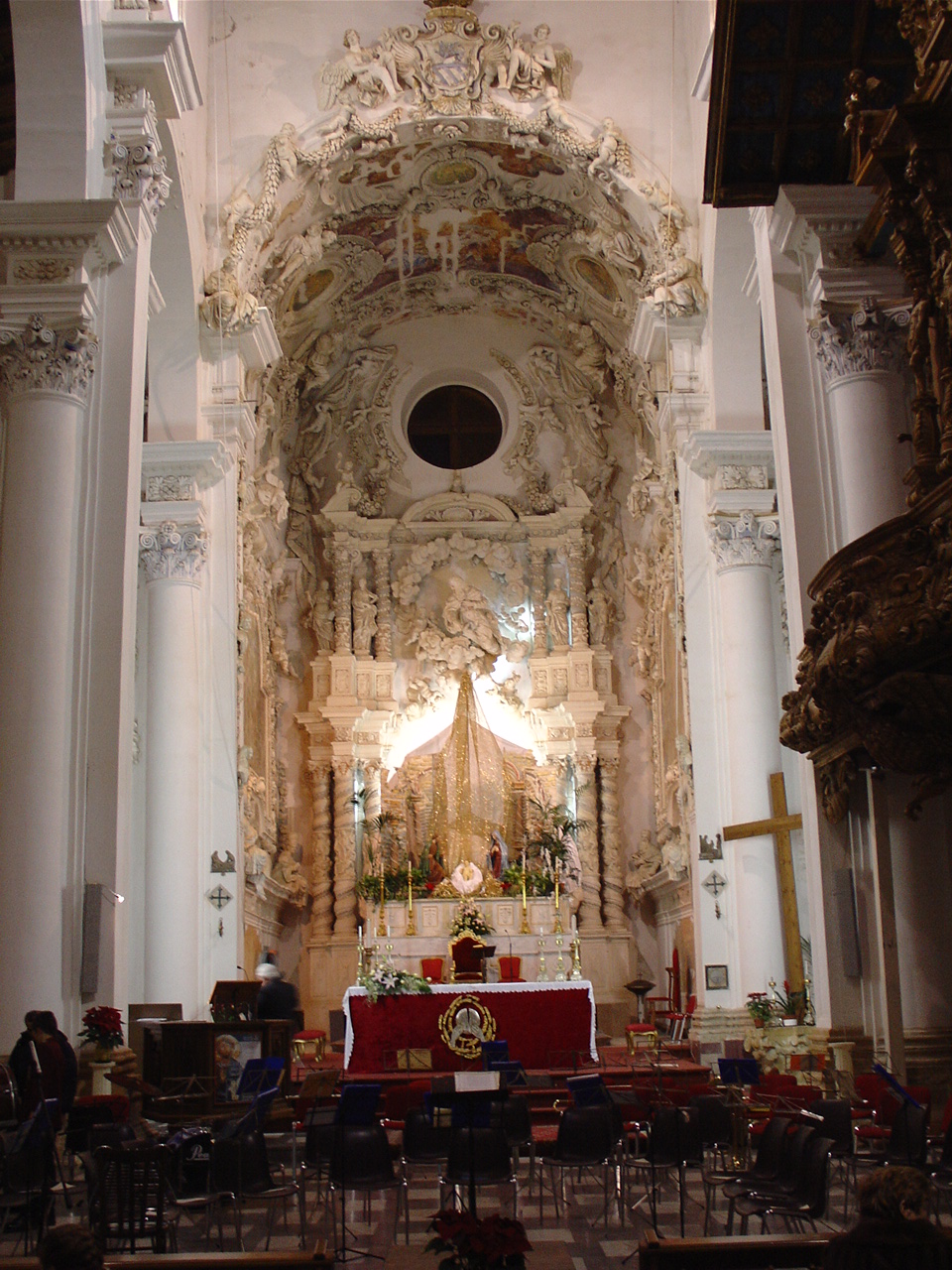
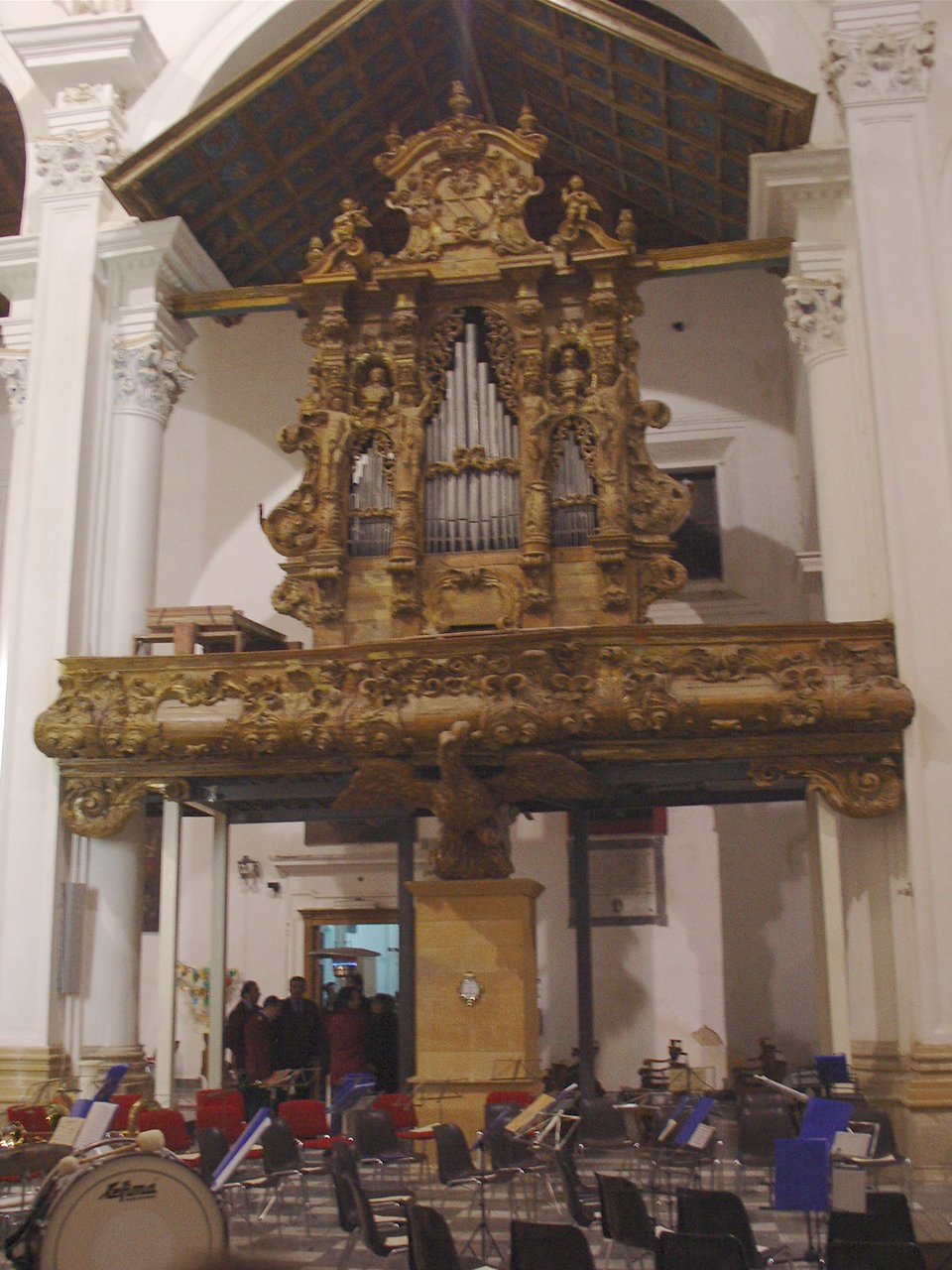